# André Disdéri

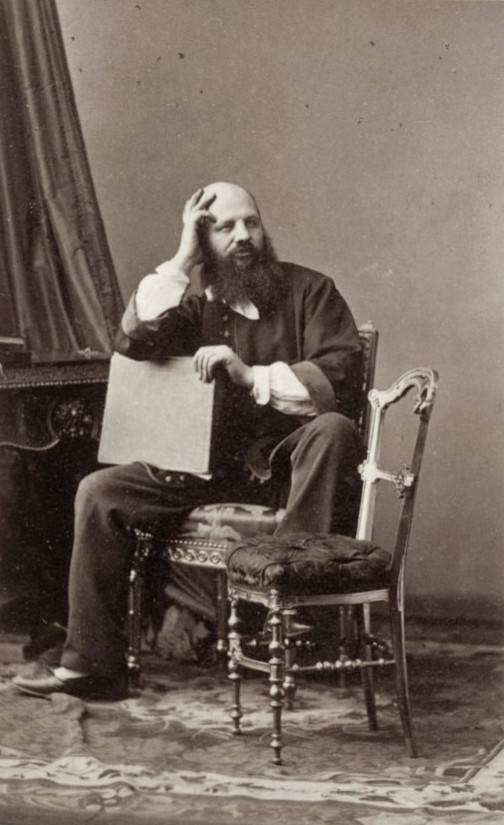
André Disdéri, zelfportret

André Adolphe-Eugène Disdéri (Parijs, 28 maart 1819 - Parijs, 4 oktober 1889) was een Frans fotograaf en uitvinder.

## Leven
Disdéri verkreeg in 1854 het patent voor de carte de visite. Cartes de visites waren een soort kartonnen visitekaartjes, waarop een albuminen foto, meestal een portret, werd afgedrukt. Ze hebben een grootte van ca. 6 x 8,5 centimeter. Ze waren vooral bestemd voor privégebruik.
Disdéri staat ook bekend als uitvinder van de tweeogige spiegelreflexcamera (TLR) en van de mozaïekfoto, waarop meerdere foto’s konden worden samengevoegd op één afdruk.
Behalve als ‘uitvinder’ geldt Disdéri ook als een van de belangrijkste pioniers van de geschiedenis van de fotografie. Hij werd vooral beroemd om zijn portretten. In 1854 opende hij de grootste fotostudio van Parijs. Naast Nadar werd Disdéri gezien als de belangrijkste Franse fotograaf van zijn tijd. Nadat einde jaren zestig de populariteit van de 'cartes de visite' afnam taande ook zijn persoonlijk succes.

## Galerij

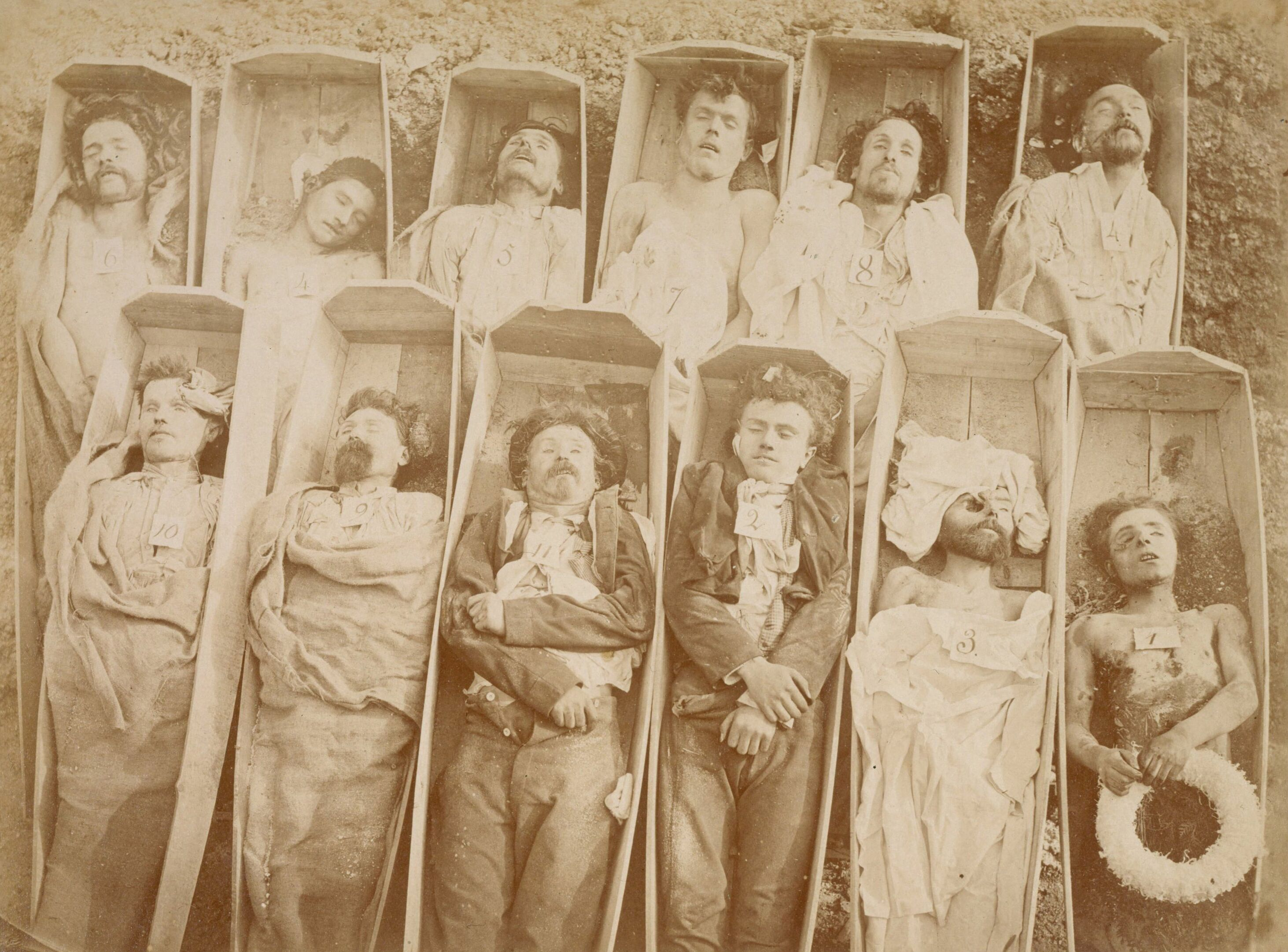
Dode communards, Commune van Parijs (1871)
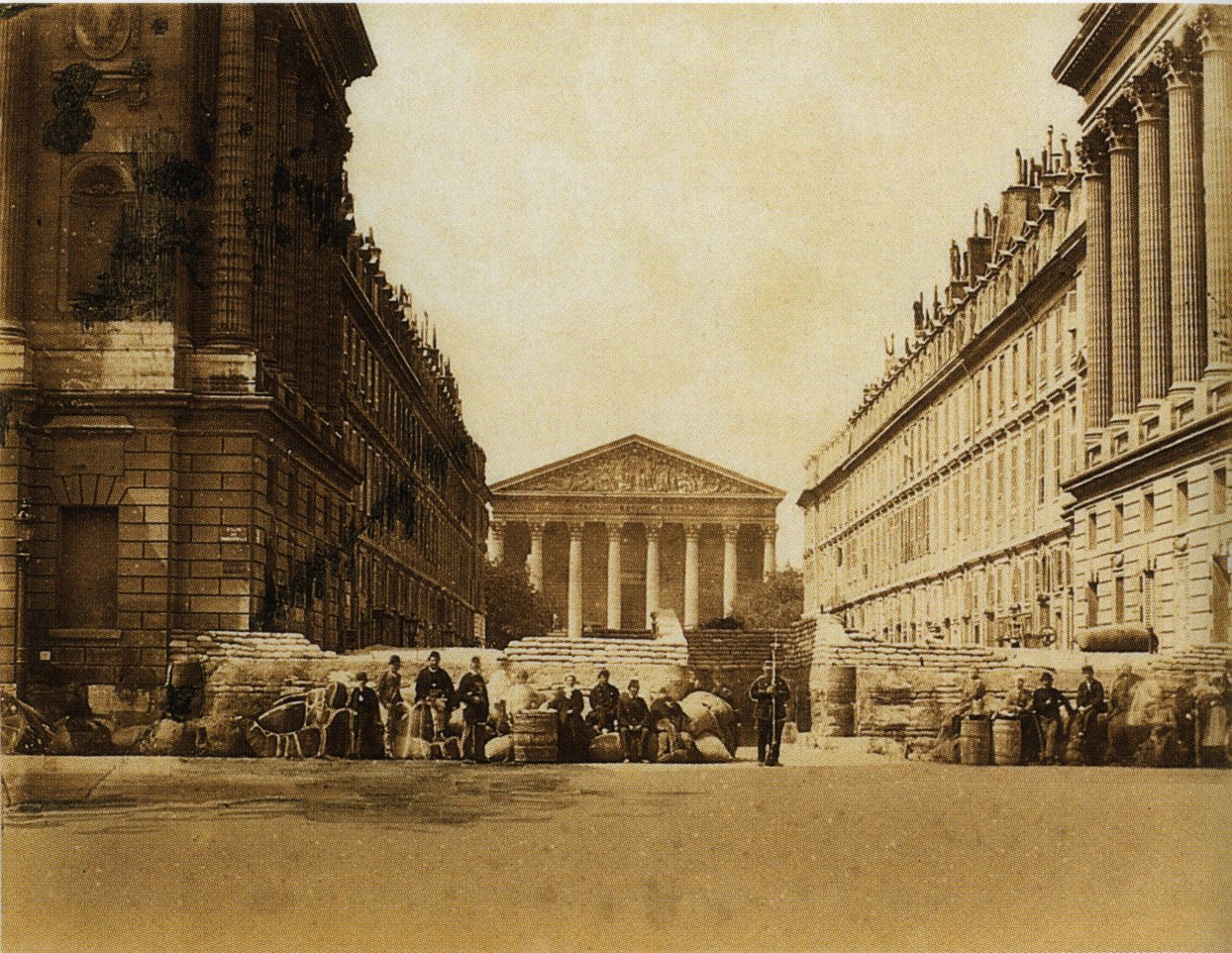
Barricades, Commune van Parijs (1871)
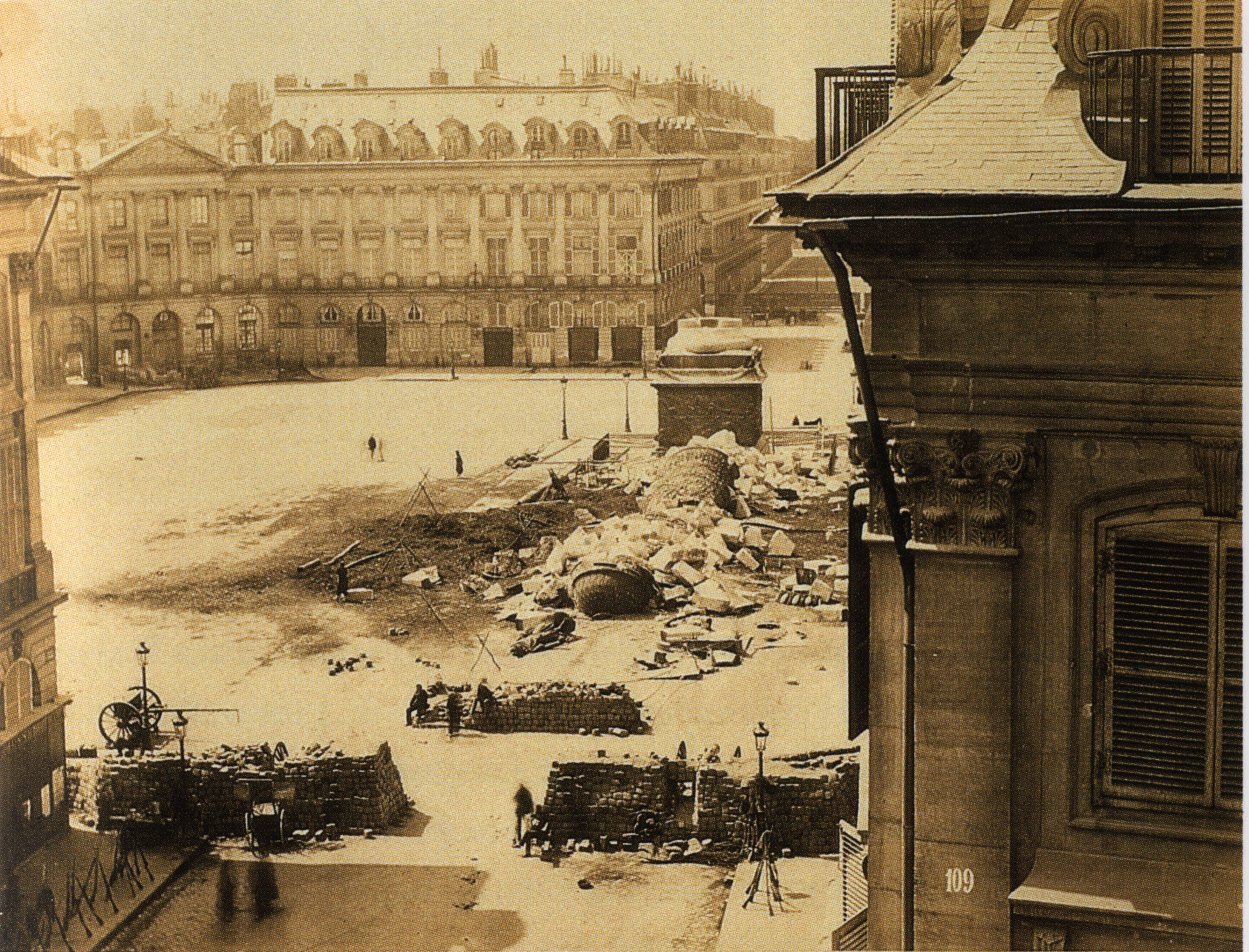
Barricades, Commune van Parijs (1871)
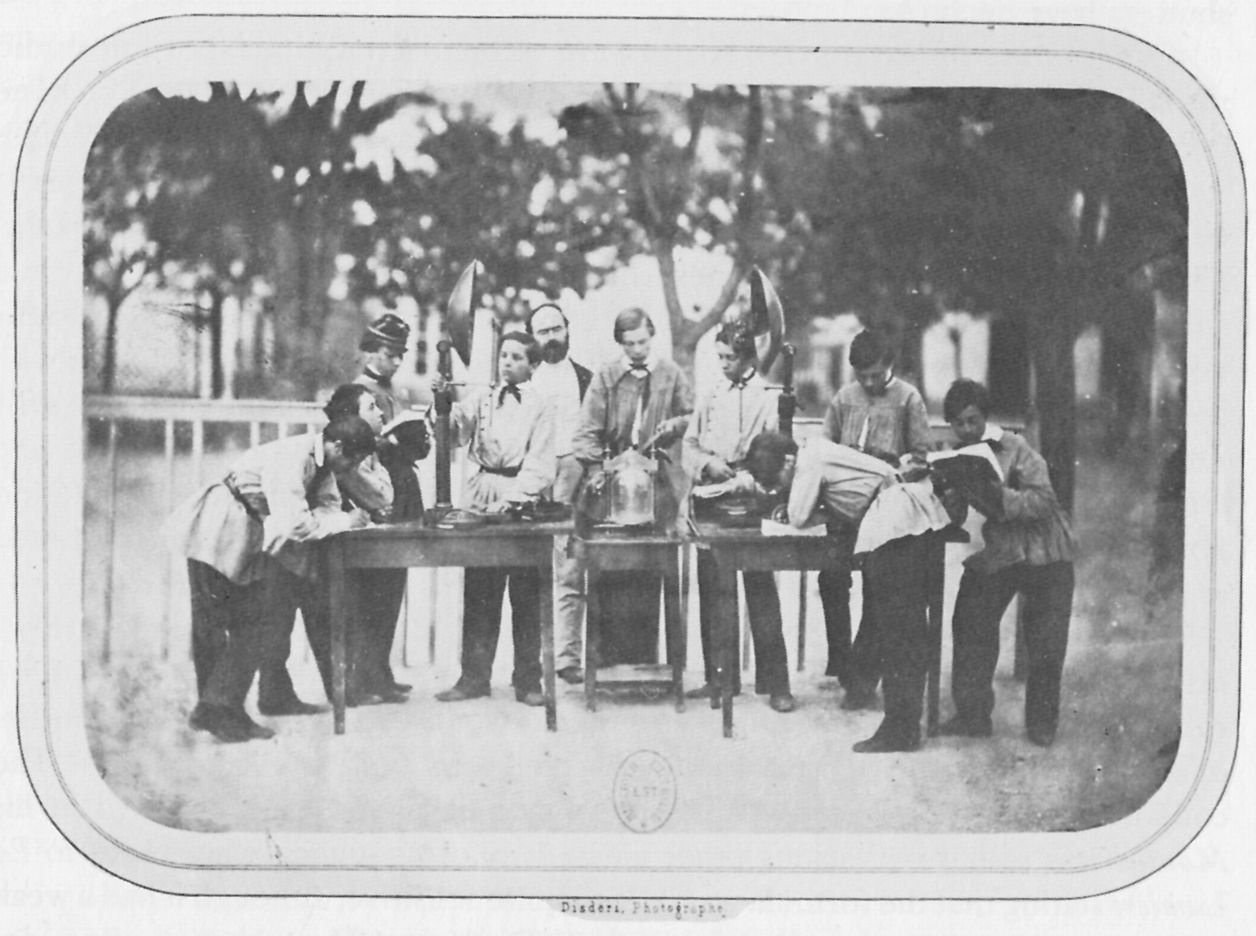
Natuurkundeklas, 1853
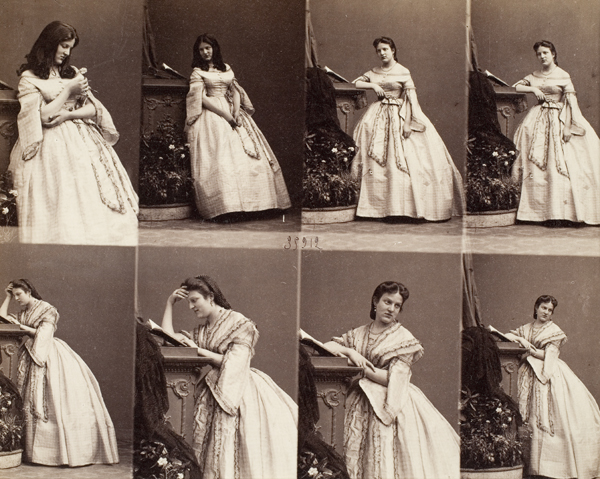
Cartes de Visite, Mme. Cusani
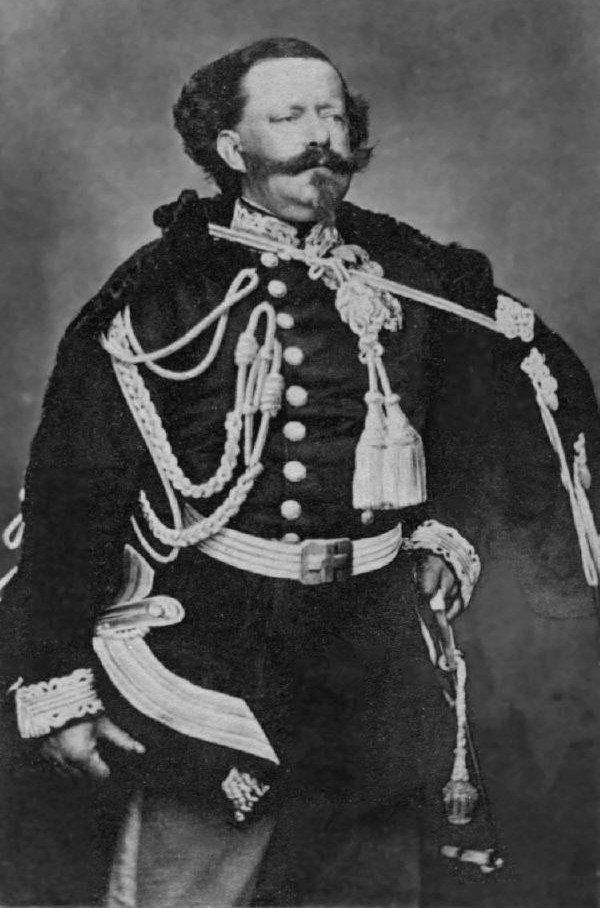
Victor Emanuel II van Italië, 1861
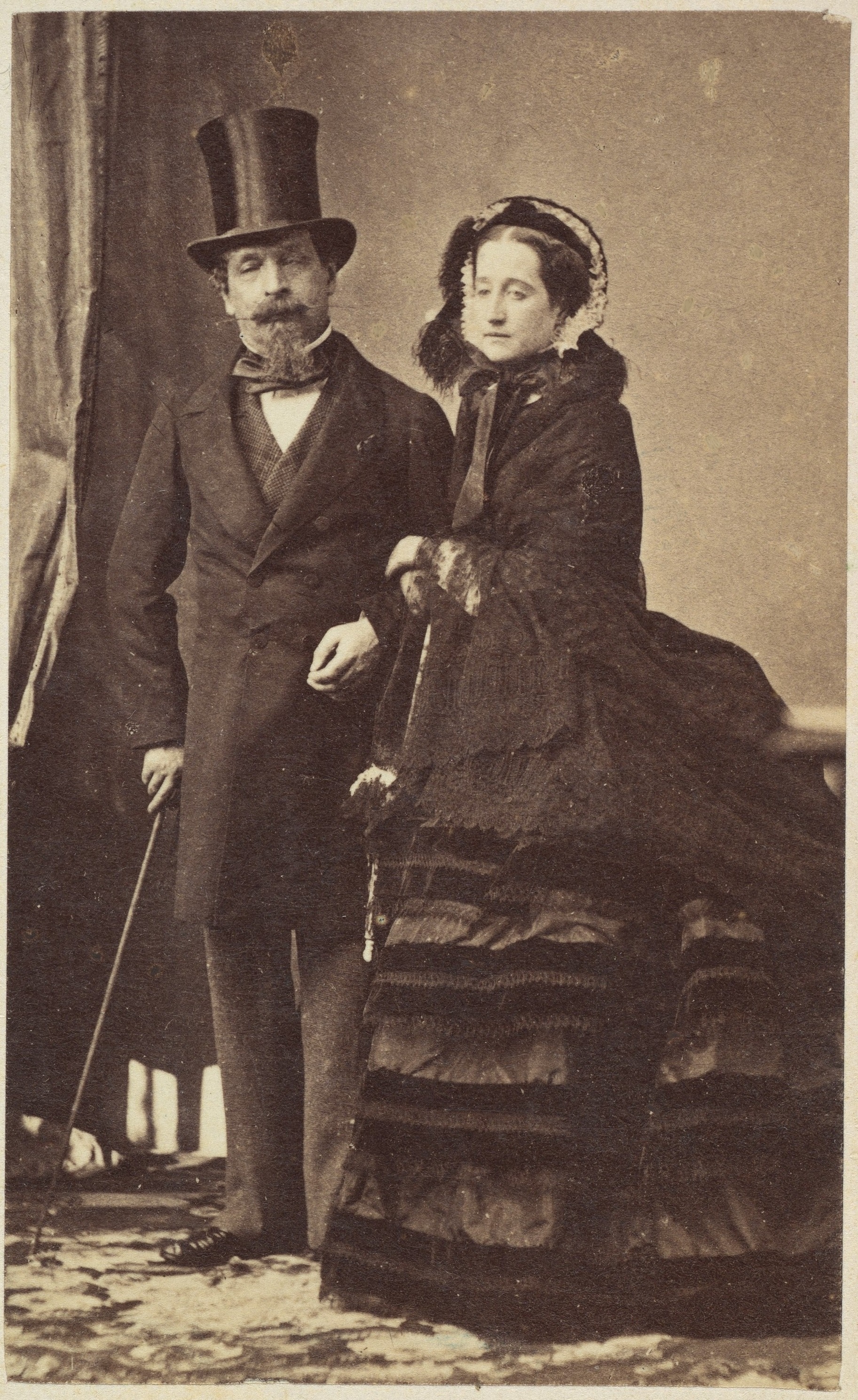
Napoleon III en zijn vrouw Eugenie, 1865
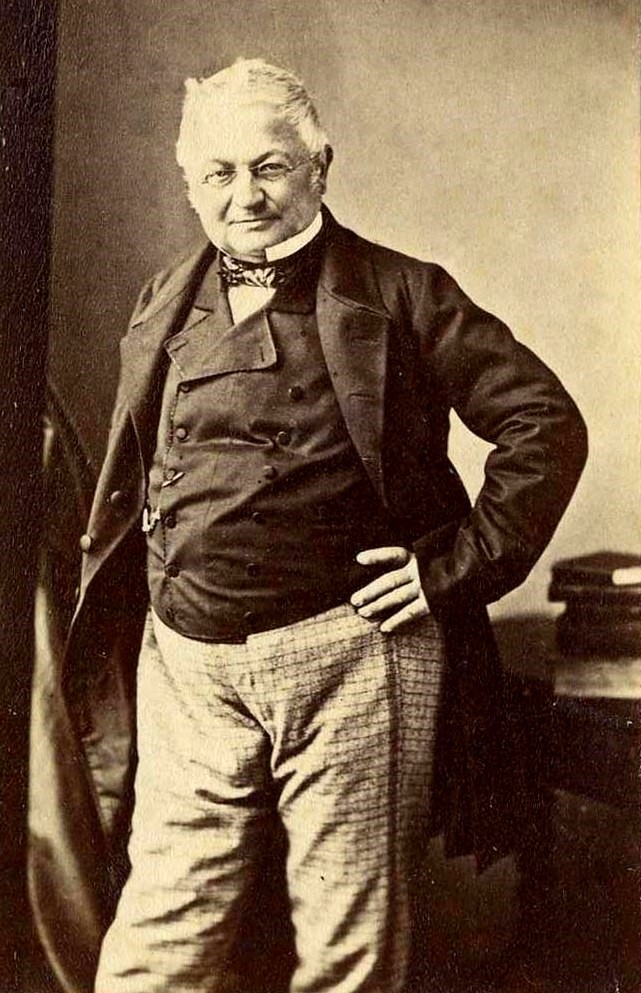
Adolphe Thiers
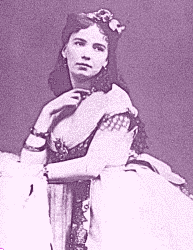
Courtisane Cora Pearl, rond 1860
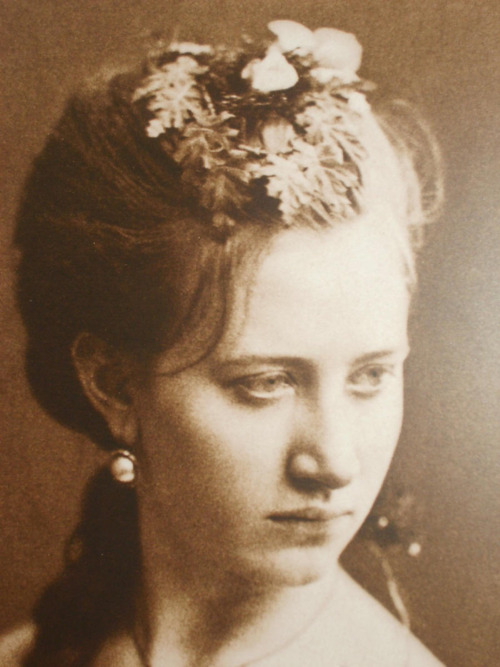
Portret, 1854